# 圣莫尔 (热尔省)
圣莫尔（法語：Saint-Maur，法語發音：[sɛ̃ mɔʁ] ⓘ）是法国热尔省的一个市镇，属于米朗德区。

## 地理
圣莫尔（43°28'40"N, 0°20'35"E）面积13.84 平方千米，位于法国奧克西塔尼大區热尔省，该省份为法国西南部内陆省份，北起顺时针与洛特-加龙省、塔恩-加龙省、上加龙省、上比利牛斯省、大西洋比利牛斯省和朗德省接壤。
与圣莫尔接壤的市镇（或旧市镇、城区）包括：巴尔、巴聚格、贝尔杜、拉斯、马尔塞扬、奥斯河畔蒙克拉尔、蓬桑佩尔、圣马丹。
圣莫尔的时区为UTC+01:00、UTC+02:00（夏令时）。

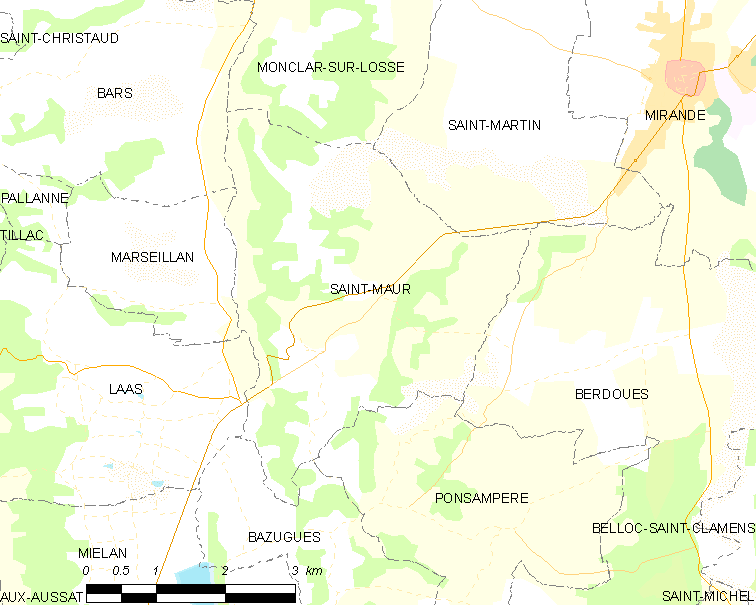
圣莫尔的OSM定位图

## 行政
圣莫尔的邮政编码为32300，INSEE市镇编码为32393。

## 政治
圣莫尔所属的省级选区为米朗德-阿斯塔拉克县。

## 人口

1962-2008年间圣莫尔人口变化图示

圣莫尔于2022年1月1日时的人口数量为136人。